# Halifax County, Nova Scotia

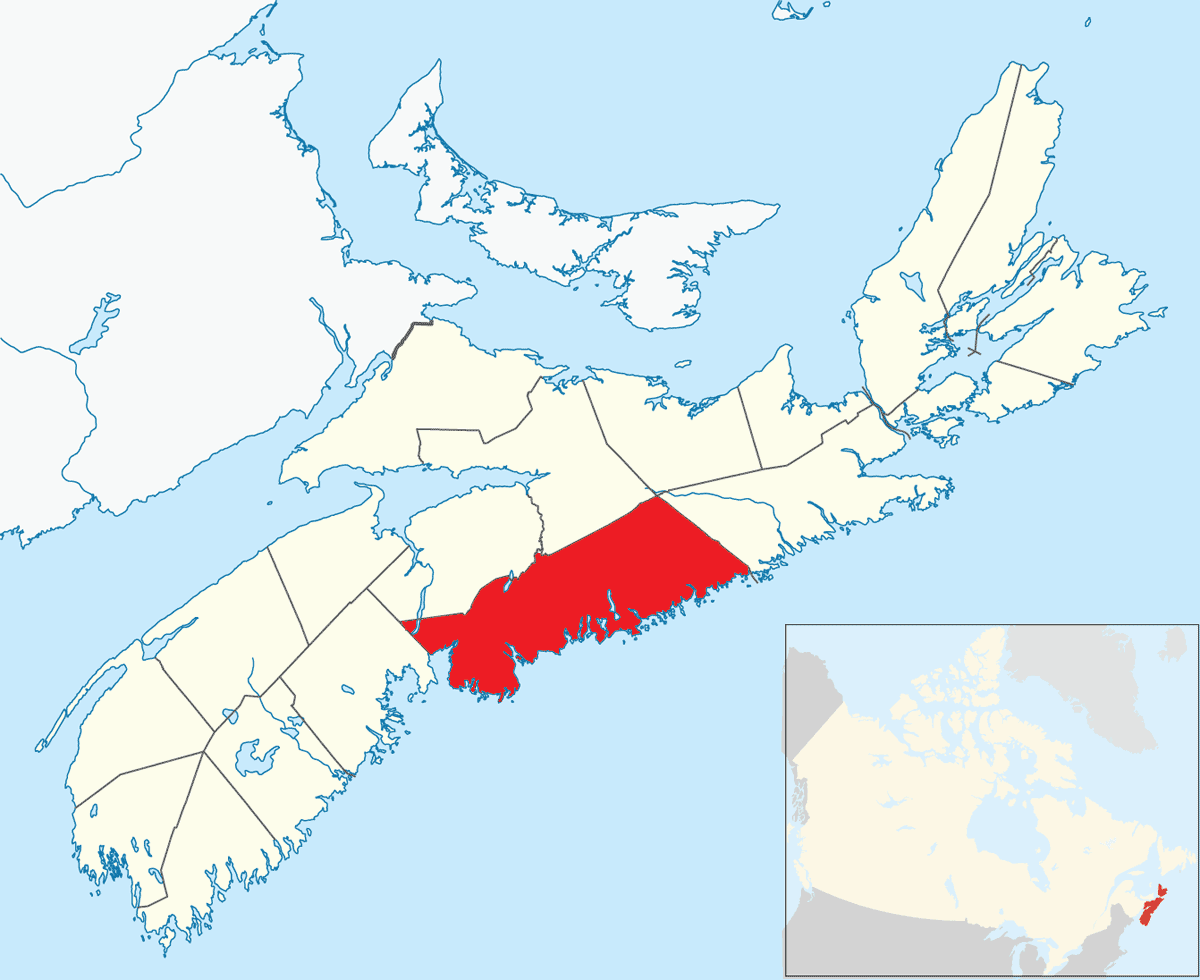
Halifax County

Halifax County var ett county i den kanadensiska provinsen Nova Scotia, skapat 17 augusti 1759. Man hade egen styrelse, skild från inkorporerade städer. Förvaltningen upplöstes den 1 april 1996, genom skapandet av Halifax Regional Municipality.

### Fotnoter
1. ↑  ”History of Halifax” (på engelska). Halifax. Arkiverad från originalet den 24 september 2015. https://web.archive.org/web/20150924024755/http://www.halifax.ca/community/history.php. Läst 8 november 2015.